# Scared (musikgrupp)
Scared var en svensk musikgrupp bildad i Umeå 1995. Inledningsvis spelade gruppen melodisk punk, men kom senare att spela alternativ rock.
Gruppen debuterade med EP-skivan Oxygen, vilken utgavs 1996 på Ampersand Records. Senare släpptes även singeln New Songs. Gruppen medverkade också på flera samlingsskivor, däribland Straight Edge as Fuck III.

## Diskografi
EP
- 1996 – Oxygen (Ampersand Records)

Singlar
- 2000 – "New Songs" (7", Destination Records)

Medverkan på samlingsskivor
- 1997 – Love Is a Dog from Hell ("Don't Feed the Heretic", Simba Recordings/Blue Eyes Recordings)
- 1997 – Straight Edge as Fuck III ("You Are My Tutor", Desperate Fight Records)
- 1997 – Definitivt 50 spänn Vol. 6 ("Their Integrity Was All Over", Birdnest Records)